# Grön nattjasmin
Grön nattjasmin (Cestrum parqui) är en art i familjen potatisväxter från Chile, där den växer i skogsbryn. Odlas ibland som krukväxt.
Grön nattjasmin är en lövfällande buske som blir upp till 3 m. Bladen är 5-14 cm långa, smalt lansettlika, mörkt gröna, doftar obehagligt vid beröring. Blommorna är 2,5 cm långa, gröngula, smalt trattlika med fem flikar, de doftar på natten. De sitter i stora blomställningar som är toppställda eller sitter i bladvecken. Blommar under sommar och höst. Frukten är ett litet svart bär. Hela växten är giftig!

## Odling
Kan odlas som urnväxt i vinterträdgården eller för utplantering under sommaren. Arten är den härdigaste i släktet, men tål ändå inte under 0°C. Kräver full sol och näringsrik jord. Den kan behandlas som en perenn i kruka och skärs ner till strax över jordytan varje vår. Övervintras svalt och något torrare.

## Synonymer
- Cestrum campestre Grisebach, 1879
- Cestrum conglomeratum auct. nom. illeg.
- Cestrum parqui var. glabriusculum Kuntze, 1898
- Cestrum parqui var. longiflorum Francey, 1936
- Cestrum parqui var. macrocalyx Francey, 1936
- Cestrum parqui var. oranense Scolnik, 1954
- Cestrum parqui var. poeppigii Dunal, 1852
- Cestrum parqui var. tomentistipes Kuntze, 1898
- Cestrum parqui var. tomentistipes f. heterophyllum Kuntze
- Cestrum pseudoquina auct. nom illeg.